# شورت زنانه
شورت زنانه، نوعی لباس زیر است که معمولاً زنان می پوشند. شورت زنانه شامل یک کِش یا بند برای دور کمر و یک پوشش برای اندام جنسی است که معمولاً از جنس مواد جاذب مانند پنبه درست می‌شود.

## تاریخچه
اولین استفاده شناخته شده که شبیه شورت‌های مدرن است به ۴۴۰۰ سال قبل از میلاد برمی گردد.

## انواع

انواع مدل‌های شورت زنانه

شورت زنانه دارای مدل‌های متنوعی است که بر اساس میزان پوشش، فرم ظاهری، نوع کاربرد و جنس پارچه تقسیم‌بندی می‌شوند:
- شورت بکلس (Backless) – شورت بدون پوشش پشت برای استفاده با لباس‌های خاص و فانتزی.
- شورتکس (Thinx) – شورت مخصوص دوران قاعدگی با پارچه چندلایه و ضد نشتی.
- شورت نخی – شورت‌های روزمره از پنبه طبیعی، مناسب پوست‌های حساس.
- شورت لامبادا – شورت‌هایی با بندهای باریک و پوشش کم در پشت، مشابه تانگ.
- شورت اسفنجی – دارای پد یا فوم جهت فرم‌دهی و افزایش حجم باسن.
- شورت عروسکی (Doll) – شورت فانتزی با تزییناتی مانند پاپیون یا مروارید.
- شورت سایز بزرگ – طراحی شده برای افراد با سایز بالا، همراه با راحتی بیشتر.
- شورت گیپور و توری – شورت‌های شفاف با طراحی لوکس و فانتزی.
- شورت سولار – ساخته‌شده از پارچه‌های خنک و مقاوم در برابر گرما برای تابستان.
- شورت لیزری – شورت بدون درز و دوخت با برش لیزری، مناسب زیر لباس‌های جذب.
- شورت لیفه‌ای – دارای کش در کمر و پاچه‌ها، مناسب استفاده روزمره.
- شورت گنی (Shapewear) – برای فرم‌دهی به شکم و پهلوها، زیر لباس‌های چسبان.
- شورت فانتزی – طراحی‌های خاص با بند، مروارید، گیپور و… برای موقعیت‌های ویژه.
- شورت کلاسیک (Brief) – شورت‌های استاندارد با پوشش کامل و طراحی محافظتی.
- شورت بیکینی – مشابه مدل کلاسیک با پوشش کمتر و کمر پایین‌تر.
- شورت تانگ (Thong) – شورت‌هایی با حداقل پوشش در پشت، مناسب لباس‌های جذب.
- شورت جی-استرینگ (G-string) – پوشش بسیار کم در پشت با تنها یک بند نازک.
- شورت هیپستر (Hipster) – با کمر پایین و پوشش متوسط، مناسب استفاده روزانه.
- شورت باکسری (Boyshort) – شورت‌هایی با برش مشابه شورت مردانه، پوشش کامل.
- شورت فرانسوی (French Cut) – با برش بلند در کناره‌ها برای راحتی و تهویه بهتر.
- شورت فاق‌بلند (High-Waisted) – دارای کمر بلند برای پوشش و فرم‌دهی بیشتر.
- شورت تانگا (Tanga) – ترکیبی از بیکینی و تانگ با پوشش متوسط و بندهای باریک.